# 小行星7899
小行星7899（英語：7899 Joya）是一颗围绕太阳公转的小行星。1996年1月30日，小林隆男在大泉町发现了此天体。
这颗小行星的绝对星等为217.8109591371092等。